# SKA-Newa Sankt Petersburg
Der SKA-Newa Sankt Petersburg (russisch Хоккейный клуб «СКА-Нева» Санкт-Петербург) ist ein russischer Eishockeyklub aus Sankt Petersburg.  Die Mannschaft spielt in der Wysschaja Hockey-Liga und trug ihre Heimspiele bis 2013 im Jubileiny-Sportkomplex aus, heute im SKA-Sportpalast. Die Vereinsfarben sind blau, weiß und rot.  Der Klub fungiert seit seiner Gründung als Farmteam des KHL-Teilnehmers SKA Sankt Petersburg.

## Geschichte
Der Klub wurde 2008 als HK WMF Sankt Petersburg (russisch Хоккейный клуб Военно-Морской Флот Санкт-Петербург) gegründet und auf Anhieb in die Wysschaja Liga, die zweite russische Spielklasse, aufgenommen. Das Kürzel WMF steht für Wojenno-Morskoi Flot, (deutsch: Russische Seekriegsflotte).
In seiner Debütsaison verpasste er als 10. Platz in der West-Konferenz die Qualifikation für die Playoffs. In der Saison 2009/10 konnte sich HK WMF Sankt Petersburg  als 7. der West-Konferenz für das Sechzehntelfinale qualifizieren, schied aber in diesem aus.
Zur Saison 2010/11 wurde die Mannschaft in die neue zweite Spielklasse, die Wysschaja Hockey-Liga, aufgenommen. Dies sollte die erfolgreichste Saison für den Verein werden. In der Hauptrunde belegte der Verein den 4. Platz in der West-Konferenz und stieß in den Playoffs bis in das Viertelfinale vor. In der Saison 2011/12 belegte der Verein den 6. Platz in der West-Konferenz und schied im Playoff-Achtelfinale aus. In der eingleisig ausgetragenen Saison 2012/13 kam der Verein nicht über den 18. Platz hinaus und verpasste damit die Qualifikation für die Playoffs. Im Juli 2013 wurde der Verein nach Kondopoga umgesiedelt und änderte seinen Namen entsprechend in HK WMF-Karelija (russisch Хоккейный клуб Военно-Морской Флот Карелия). In der Saison 2013/14 belegte die Mannschaft den 25. und damit vorletzten Platz und konnte sich somit nicht für die Playoffs qualifizieren.
Im Mai 2015 zog der Klub zurück nach Sankt Petersburg, wurde in SKA-Newa umbenannt und spielt seither im Sportpalast SKA.

## Bekannte Spieler
- Georgi Berdjukow (2009–2010)
- Dmitri Jatschanow (2010)
- Maxim Sokolow (2009–2010)
- Serhij Warlamow (2008–2009)
- Alexander Wolkow (2016–2017)